# Adolf Hägglund
Anton Adolf Wilhelm Hägglund, född 21 juli 1838 i Vasa, död 21 januari 1903 i Kauhava, var en finländsk länsman. 
Hägglund, som tagit värvning under Krimkriget, verkade en tid som tillförordnad länsman i Korsholm och Kelviå innan han 1864 tog emot det ökända distriktet Kauhava-Härmä, som var fruktat för de så kallade knivjunkarnas härjningar. Hägglund (känd som "Kauhavan herra") har gått till historien framför allt som den som efter många om och men satte fast de sistnämndas ledare Antti Isotalo och Antti Rannanjärvi och såg till att de blev dömda. Efter detta blev Hägglund föremål för stor aktning, vilket var till nytta bland annat i hans strävanden att grunda folkskolor. Hans popularitet dalade dock efter en tid, eftersom han förföll till egenmäktighet och brukade våld mot meningsmotståndare på det lokala planet. Trots att hans samtid uppfattade honom som den som gjorde slut på knivjunkarnas terror, berodde denna förändring på andra orsaker än länsmannens målmedvetna agerande.